# Paul Supré
Paul Joseph Marie Supré (Sint-Jan-in-Eremo, 20 december 1893 - 8 maart 1977) was een Belgisch volksvertegenwoordiger en senator.

## Levensloop
Hij was werkzaam bij de Boerenbond.
Supré werd op 20 september 1944 CVP-volksvertegenwoordiger voor het arrondissement Gent-Eeklo, in opvolging van de in het begin van de oorlog overleden Jules Maenhaut van Lemberge. Hij vervulde dit mandaat tot in 1954.
In april 1954 en tot in 1958 was hij voor hetzelfde arrondissement senator. 